# Все добре, що добре закінчується
«Кінець діло хвалить» (англ. All's Well That Ends Well) — п'єса англійського письменника Вільяма Шекспіра, написано приблизно між 1601 та 1608 роками, вперше була опублікована в 1623 році в збірці п'єс автора Перше фоліо.
П'єса Шекспір характеризував як комедію, але, за переконанням низки сучасних критиків, являє собою дещо середнє між комедією та трагедією. Сюжет твору базується на новелі з Декамерону Джованні Боккаччо. Слід зазначити відсутність будь-яких підтверджень популярності п'єси за життя Шекспіра. Перша відома постановка на сцені відбулася в 1741 році.

## Дійові особи
- Бертрам, граф Руссильйонський.
- Єлена, молода дівчина, яку протежує графиня Руссильйонська.
- Герцог Флорентійський.
- Король Французький.
- Лафе, старий вельможа.
- Пароль, один з наближених Бертрама.
- Декілька молодих дворян, які беруть участь разом з Бертрамом у Флорентійській війні.
- Слуги графині Руссильйонської.
- Графиня Руссильйонська, мати Бертрама.
- Вдова-стара з Флоренції.
- Діана, її дочка.
- Сусідки й приятельки Вдови.
- Вельможі, офіцери, солдати французькі та флорентійські.

Місце дії п'єси: Руссильйон, Париж, Флоренція, Марсель.

## Короткий сюжет
В комедії Шекспір змальовує почуття розумної та обдарованої простолюдинки Єлени, яка є дочкою лікаря, до знатного графа Бертрама, який, маючи взаємні почуття, паралельно переживає страх перед нерівним шлюбом. Протягом розвитку сюжету король Франції читає графові вірну настанову, доказуючи рівність всіх людей по крові, й доказує це можливістю одним розчерком пера надати Єлені дворянський титул, нічого не змінивши в її сутності. В кінці сюжетної лінії Єлена за допомоги хитрощів перемагає розгубленого аристократа.